# جان هاگ (بازیکن فوتبال)
جان هاگ (انگلیسی: Giovanni Haag؛ زادهٔ ۳۰ مهٔ ۲۰۰۰) بازیکن فوتبال اهل فرانسه است.
از باشگاه‌هایی که در آن بازی کرده‌است می‌توان به باشگاه فوتبال نانسی اشاره کرد.